# Вінницький універмаг
Вінницький універмаг — підприємство торгівлі, що існує у місті Вінниці з 1964 року.

## Історія
У вересні 1964 року на місці базару на Калічі з ініціативи голови міської ради депутатів трудящих Генріха Лютворта утворена площа імені Гагаріна та відкритий Центральний універмаг, побудований за типовим проєктом 55-019.
У 1969 році універмаг одним із перших в СРСР став працювати за методом самообслуговування. За передовим досвідом сюди приїжджали із Москви, інших союзних республік та з-за кордону[джерело?].
У 1987 році тут організована перша в СРСР демонстрація моделей (з метою збуту непроданих залишків товару).
З 2000 року належить корпорації «Прем'єр—Фінанс» бізнесмена Володимира Продивуса, якого пов'язують з криміналом.

### Нагороди
У 1970 році колектив універмагу був нагороджений Орденом Трудового Червоного Прапора.

### Декомунізація
13 січня 2016 року відбувся демонтаж Ордену Трудового Червоного Прапора на вимогу «декомунізаційного» закону. За словами керівництва, у майбутньому планують виділити місце під музей-історію універмагу, де згадають коли і за що отримав колектив нагороду СРСР.